# Trifinio

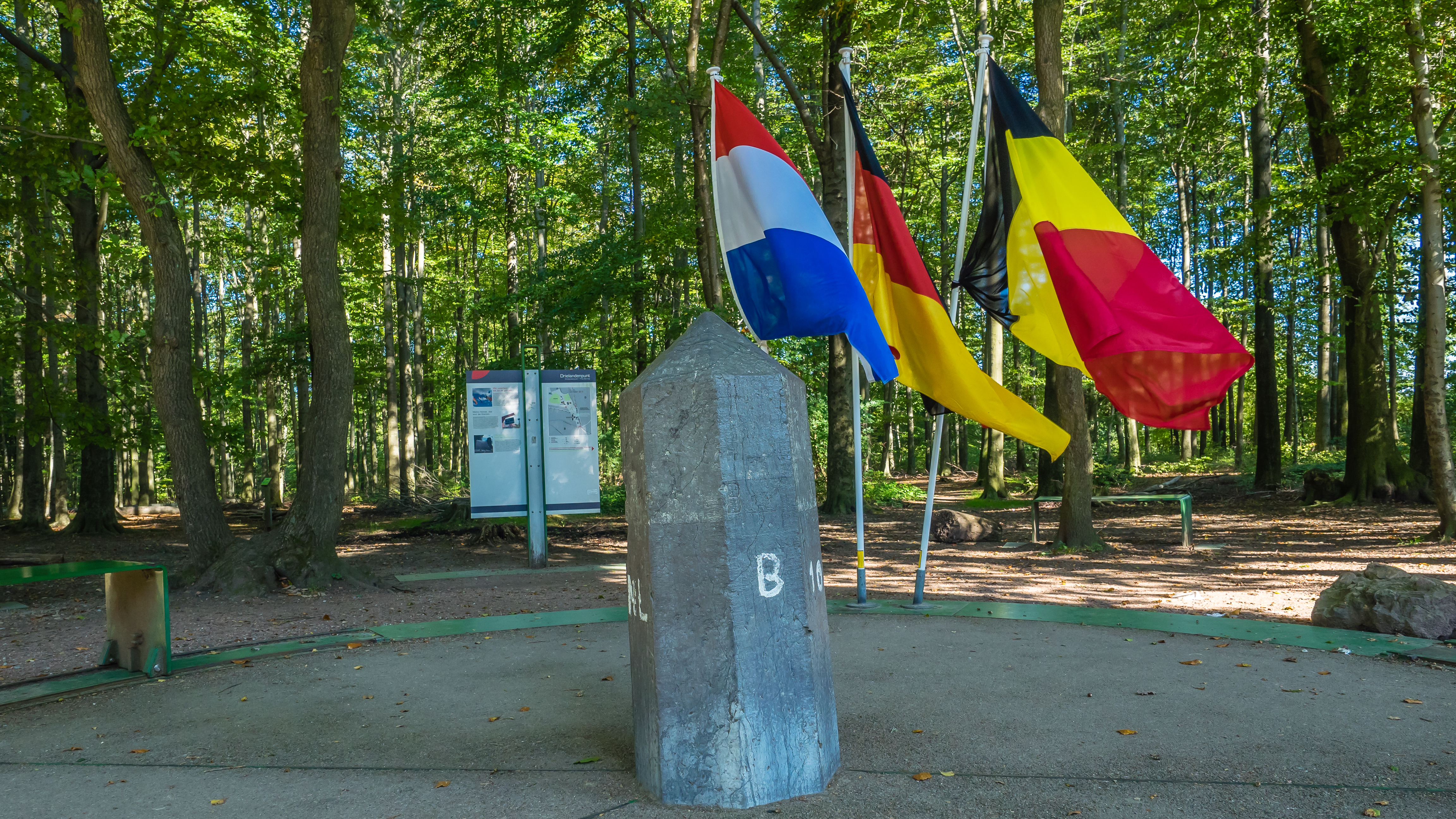
Vaalserberg: trifinio de Alemania, Países Bajos y Bélgica.

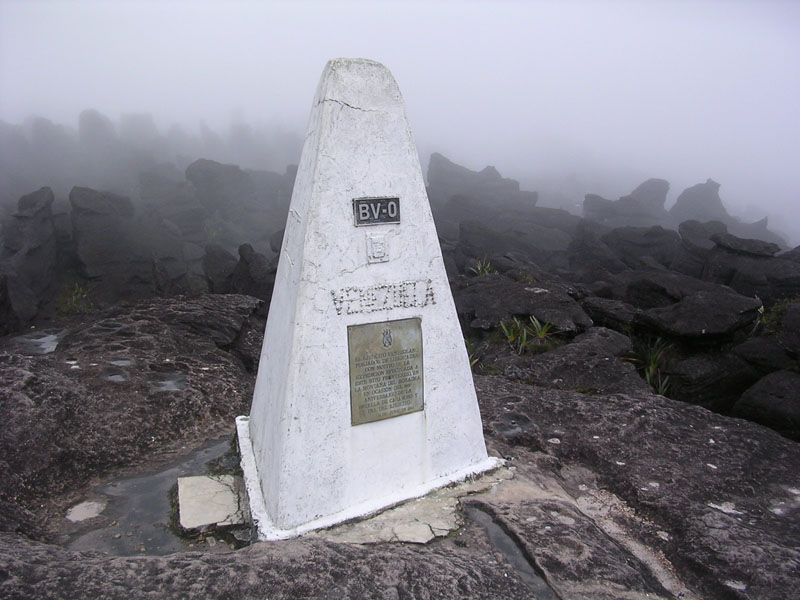
Tripunto ubicado en el Monte Roraima que demarca las fronteras entre Venezuela, Guyana y Brasil.

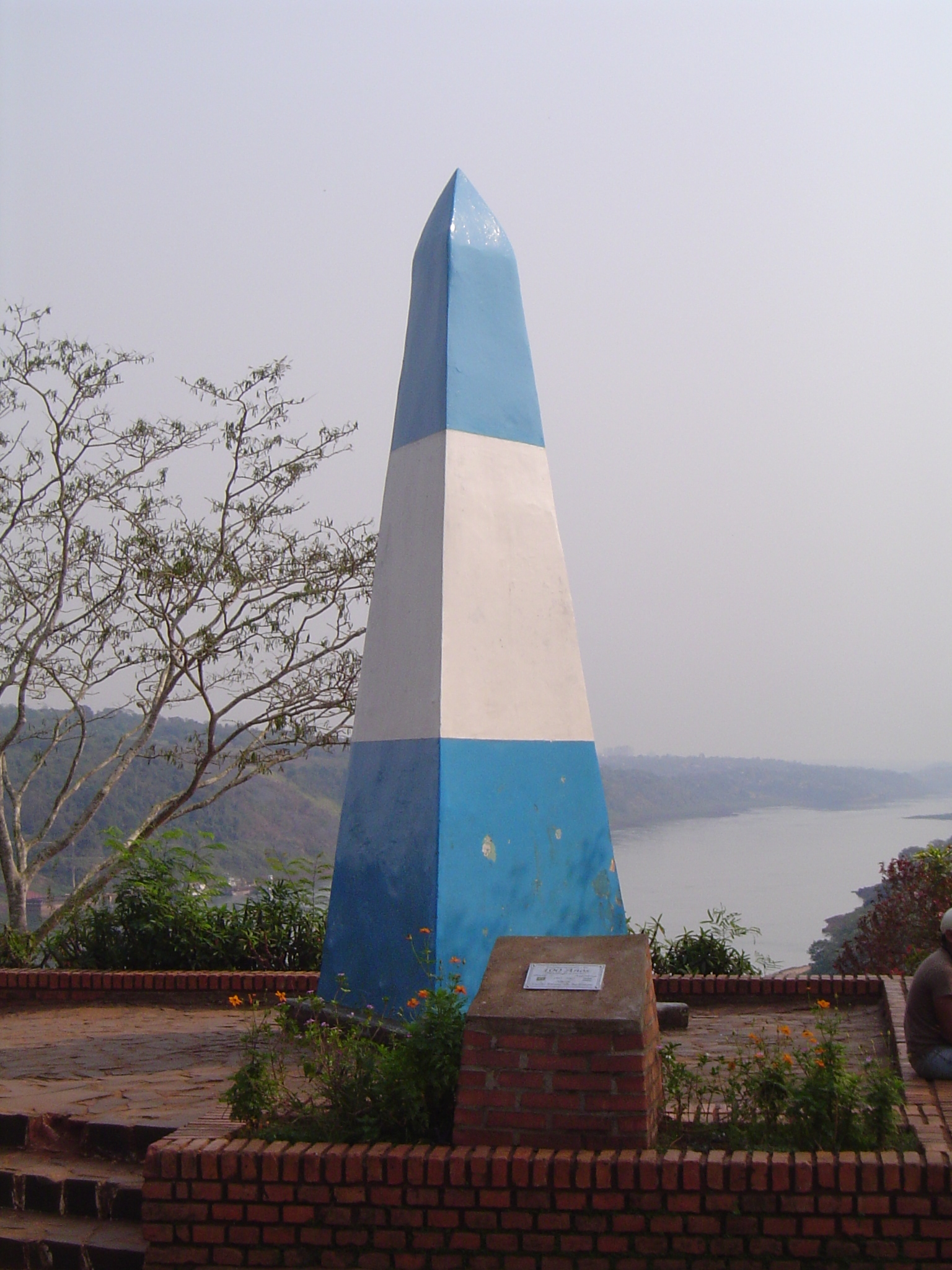
Marcador de triple punto entre Argentina, Brasil y Paraguay.

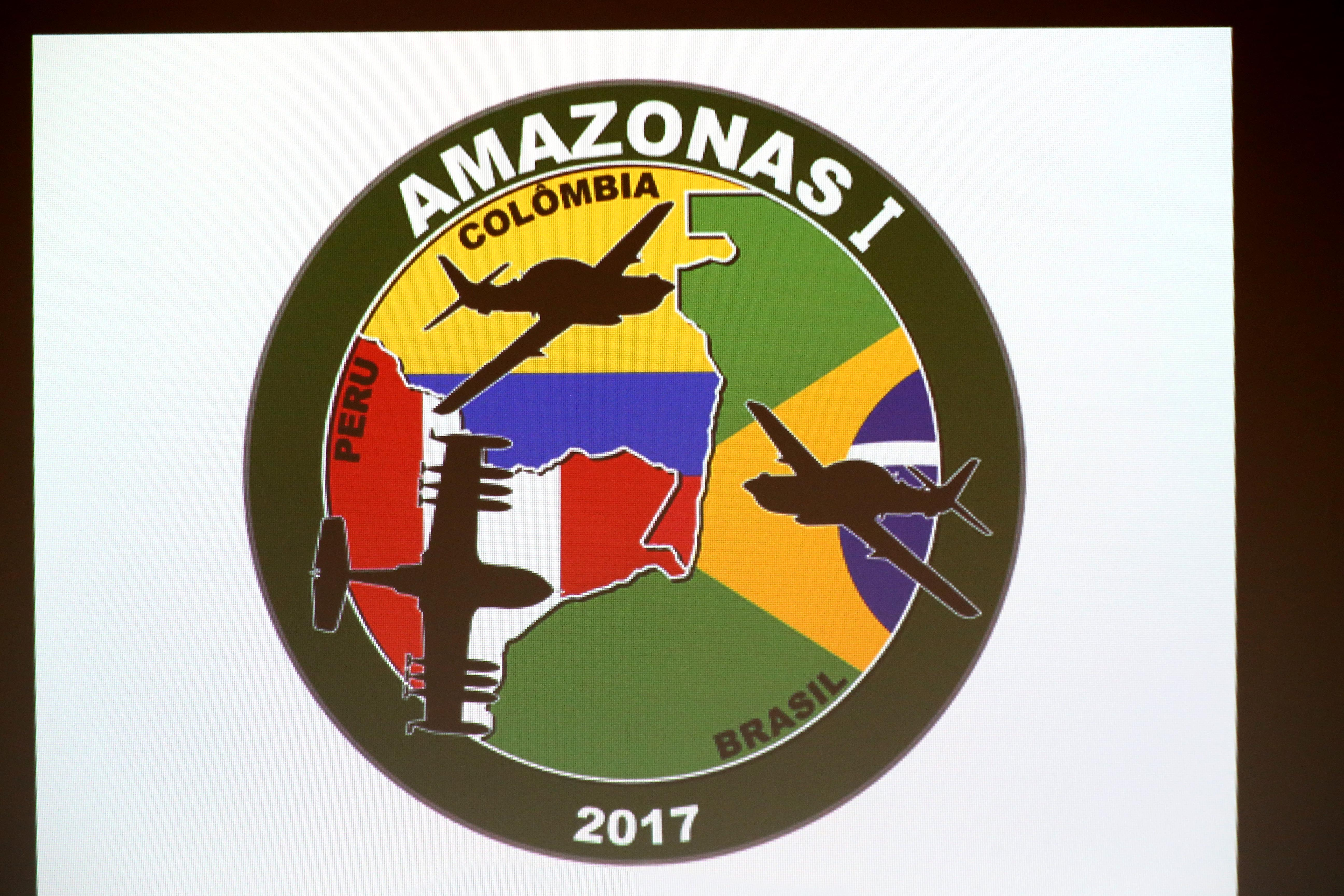
Insignia del ejercicio aéreo conjunto de Perú, Colombia y Brasil en Tres Fronteras, trifinio de los tres países.

Un trifinio o tripunto es un punto geográfico donde convergen las fronteras terrestres de tres países o entidades subnacionales. Por lo general se considera que hay 157 tripuntos internacionales, muchos de ellos marcados con señalamientos especiales o monumentos, llamados hitos.
Cuantos más países vecinales tenga determinada nación, por lo general más trifinios tiene. China con catorce y Rusia con doce de ellos encabezan la lista. En Europa, Austria tiene nueve. Países insulares como Madagascar y Japón carecen de ellos al no tener fronteras terrestres. De la misma manera, países como Portugal y Dinamarca, que solo hacen frontera con un país, tampoco tienen tales puntos. Estados Unidos, a pesar de tener dos países vecinos, tampoco tiene trifinios internacionales, pero sí varios entre estados suyos.

## Ejemplos
Algunos trifinios internacionales famosos son:
En América
- Parque nacional Montecristo Trifinio y Reserva de la biosfera transfronteriza Trifinio-Fraternidad lugar de encuentro entre El Salvador, Guatemala y Honduras.
- Cerro Zapaleri, lugar de encuentro entre Argentina, Bolivia y Chile.
- Hito Tripartito, monumento que señala el punto en el cual se encuentran las fronteras de Chile, Perú y Bolivia, en las cercanías de la localidad chilena de Visviri.
- Hito Esmeralda, donde confluyen Argentina, Bolivia y Paraguay.
- Isla Brasilera, junto al cruce de fronteras entre Argentina, Brasil y Uruguay.
- Piedra del Cocuy, punto de encuentro entre Brasil, Colombia y Venezuela.
- Monte Roraima, punto de encuentro entre Brasil, Guyana y Venezuela (no reconocido por este último).
- Tres Fronteras, donde se topan Brasil, Colombia y Perú.
- Triple Frontera Bolpebra, punto de encuentro entre Bolivia, Perú y Brasil.
- Triple Frontera, lugar de unión entre Argentina, Brasil y Paraguay.
- Güepí, lugar de unión entre Perú, Colombia y Ecuador.

Argentina posee cuatro trifinios, siendo dos de ellos compartidos con el Brasil, dos con Paraguay y dos con Bolivia. Los otros países con los que comparte trifinios son Chile y Uruguay. La frontera entre Argentina, Brasil y Paraguay, constituye un gran centro turístico para los tres países, en los cuales se contempla la confluencia del río Iguazú con el río Paraná, que sirven de límites naturales entre los tres países. Este lugar, a su vez, está potenciado turísticamente gracias a su ubicación a escasos kilómetros de las cataratas del Iguazú, los saltos del Monday y de la Represa Hidroeléctrica Itaipú.
En Europa
- Vaalserberg, colina donde se encuentran los Países Bajos, Alemania y Bélgica.
- Treriksröset, lugar de unión entre Finlandia, Noruega y Suecia.
- Naafkopf, montaña en los Alpes Réticos occidentales. Se encuentra en la frontera entre Austria, Liechtenstein y Suiza.

En España existen dos trifinios, y en ambos convergen las fronteras española, francesa y andorrana, pues es la única frontera española con dos países.